# Ludwig Dinkel
Ludwig Dinkel (* 18. September 1933 in München; † 4. August 2004) war ein deutscher Landwirt und Politiker (CSU).
Dinkel besuchte die Volksschule, die landwirtschaftliche Berufsschule, die Fachschule in Sankt Ottilien, die katholische Landvolksschule in Wies und die Bauernschule in Herrsching am Ammersee. Nach seiner Schulzeit absolvierte er eine Lehre zum Landwirt und war nach bestandener Gehilfenprüfung landwirtschaftlicher Lehrmeister. Von 1956 an arbeitete er als selbständiger Bauer auf einem Pachthof im Landkreis Starnberg, 1962 richtete er einen eigenen Betrieb in Malching auf. 1957 wurde er Ortsobmann des BBV in Hanfeld, von 1967 bis 1997 war er Kreisobmann. Zugleich gehörte er dem Landesvorstand des Agrarsozialen Arbeitskreises der Katholischen Landjugendbewegung und darüber hinaus dem Landesfachausschuss für Wirtschafts- und Agrarpolitik an. Nachdem er von 1982 an stellvertretender Präsident war, wurde er 1992 zum Präsidenten des BBV im Bezirksverband Oberbayern gewählt. Dieses Amt führte er bis 2002 aus.
Dinkel war auch politisch aktiv: Er gehörte den Gemeinderäten von Hanfeld, Malching und Maisach und dem Kreistag von Fürstenfeldbruck an. Zudem war er Beisitzer am Arbeits- und am Landesarbeitsgericht München und gehörte dem Aufsichtsrat der Volksbank Fürstenfeldbruck an. Von 1988 bis 1999 war er Mitglied des Bayerischen Senats.